# 溫儀 (正統舉人)
溫儀（？—？），字仲威，福建延平府將樂縣中和都人，明朝政治人物。

## 生平
正統三年（1438年）戊午科福建鄉試第四名舉人。授溫州府推官，先後平定平陽葉八、泰順徐懷思起事。浙江巡撫孫原貞上聞其事，進五品階。